# Етель Кеннеді
Етель Кеннеді (англ. Ethel Kennedy, до шлюбу Скейкел [ˈskeɪ.kəl] SKAY-kəl; 11 квітня 1928, Чикаго, Іллінойс — 10 жовтня 2024, Бостон, США) — американська правозахисниця, дружина сенатора США Роберта. Кеннеді, невістка президента США Джона Кеннеді та шоста дитина Джорджа Скейкела. Після вбивства 1968 року її чоловіка заснувала Центр справедливості та прав людини імені Роберта Ф. Кеннеді, некомерційну благодійну організацію мета якої — створення справедливого та мирного світу. 2014 року президент Барак Обама нагородив її президентською медаллю Свободи.

## Молодість й освіта
Народилася 11 квітня 1928 року в Чикаго, штат Іллінойс, у родині бізнесмена Джорджа Скейкела та його секретарки Енн Бреннак. Стала третьою дочкою серед семи дітей з молодшою сестрою Енн і п'ятьма старшими суродженцями: Джорджанн, Джеймс, Джордж молодший, Раштон і Патрисія.
Батько заснував Great Lakes Carbon Corporation, нині підрозділ SGLCarbon. Мав голландське походження та був протестантом, його дружина Енн мала ірландське походження та сповідувала католицизм. Дітей виховували у католицькій вірі. Етель була відданою католичкою, яка протягом усього свого життя регулярно відвідувала месу. 3 жовтня 1955 року батьки загинули в авіакатастрофі в Юніон-Сіті, штат Оклахома.
Етель з суродженцями росла в Гринвічі, штат Коннектикут. Навчалася в місцевій академії для дівчат і 1945 року закінчила католицьку школу в Бронксі. У вересні 1945 року вступила до Мангеттенвільського коледжу, де навчалася разом з Джин Кеннеді. 1949 року здобула ступінь бакалавра.
У грудні 1945 року познайомилася з братом Джин Робертом Кеннеді на гірськолижному відпочинку на курорті Мон-Тремблан у Квебеку. Під час цієї поїздки Роберт почав зустрічатися зі старшою сестрою Етель Патрисією, але їхні стосунки не склалися, і він зійшовся з Етель. Вона агітувала за старшого брата Роберта Джона Фіцджеральда Кеннеді під час його кампанії до Конгресу 1946 року, а також написала дипломну роботу в коледжі на основі його книги «Чому Англія спала».

## Шлюб і сім'я

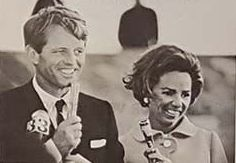
Роберт й Етель Кеннеді, 1968 рік

Заручилися у лютому 1950 року і одружилися 17 червня 1950 року на католицькій церемонії в церкві св. Марії в Гринвічі, штат Коннектикут. У «The Boston Globe» зазначалося, що шлюб «об'єднує два величезних статки».
Після того як Роберт закінчив юридичну школу, сім'я оселилася в районі Вашингтона, округ Колумбія, і він влаштувався в Міністерство юстиції. 1952 року пара переїхала в квартиру в Бостоні, штат Массачусетс, і вона допомагала під час кампанії свого зятя Джона до Сенату, організувавши «чаювання» для потенційних виборців.
1956 року Кеннеді придбали Гікорі-Гілл у брата Роберта Джона та його дружини Жаклін. Маєток розташований на шести акрах у Макліні, штат Вірджинія, з особняком з 13 спальнями. Роберт й Етель проводили там багато зустрічей і були знані разючими та еклектичними списками гостей. У грудні 2009 року Етель продала маєток за 8,25 мільйона доларів. Подружжя також володіло будинком у Гаяніс-Порті, штат Массачусетс, на Кейп-Коді.
1960 року Джон Кеннеді переміг на президентських виборах, тоді ж він призначив Роберта на посаду генерального прокурора. 1962 року президент Кеннеді відправив Етель і Роберта у 28-денну поїздку доброї волі у 14 країнах. Хоча поїздка була неофіційною, країни розглядали Роберта й Етель як дублерів президента та першої леді.
22 листопада 1963 року вперше дізналася про вбивство Джона від свого чоловіка. Вона відповіла на дзвінок, ідентифікувала співрозмовника, як директора ФБР Джона Едгара Гувера, і передала телефон Роберту, який потім повідомив їй про стрілянину. Директор ФБР ніколи раніше не телефонував додому генпрокурору. Повідомляється, що Етель була спустошена вбивством і переживала за своїх племінницю та племінника.
1964 року підтримала свого чоловіка під час кампанії в Сенат США. Етель допомагала впоратись з критикою Роберта.
Вона закликала свого чоловіка взяти участь у праймеріз Демократичної партії на президентських виборах 1968 року. Біограф Еван Томас описав її як «найпослідовнішого захисника Роберта в боротьбі за Білий дім».

### Убивство чоловіка

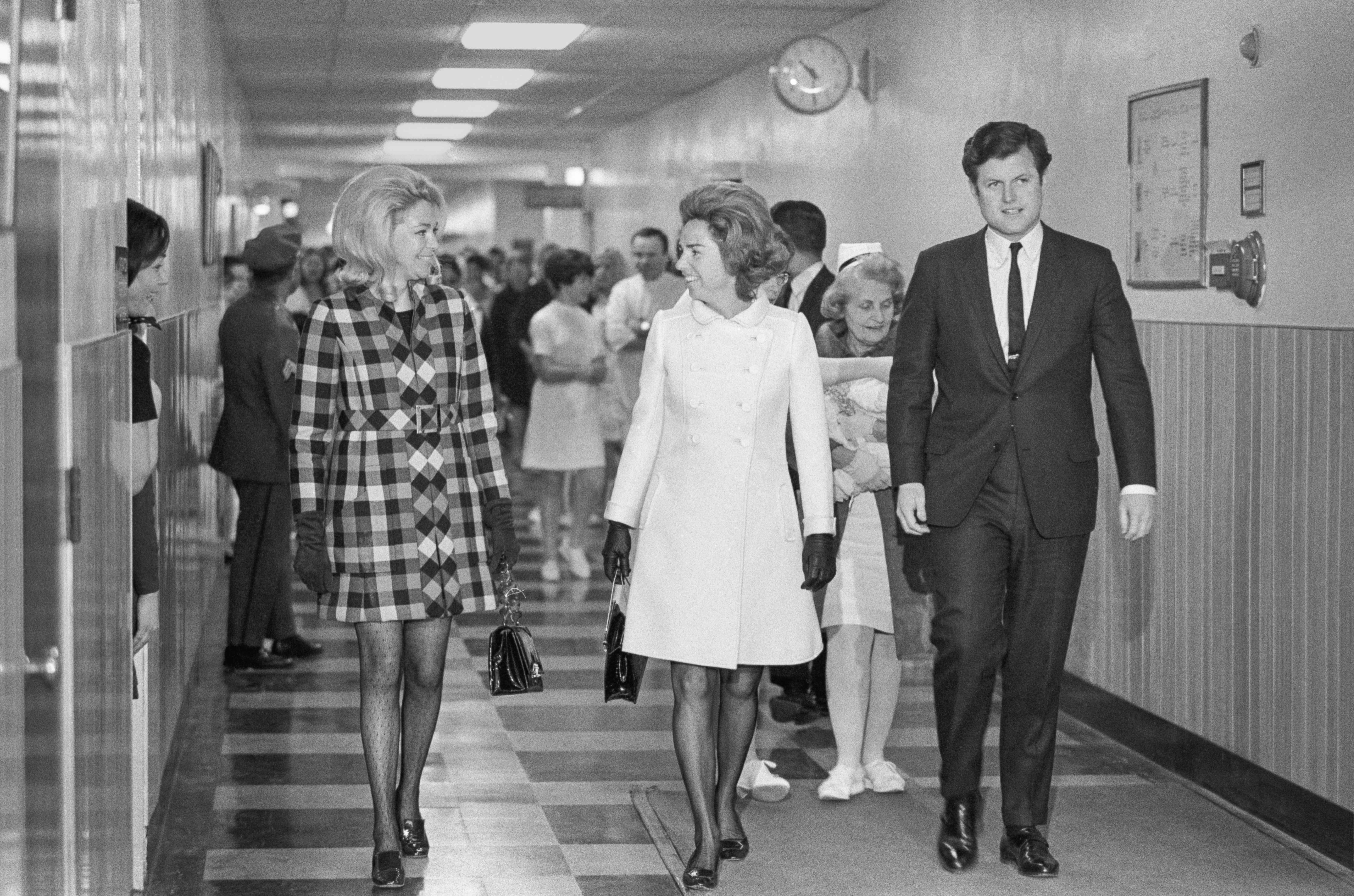
Джоан Кеннеді, Етель Кеннеді і Тед Кеннеді у грудні 1968 року

Невдовзі після півночі 5 червня 1968 року Сірхан Сірхан смертельно поранив Роберта Кеннеді у готелі «Ambassador» у Лос-Анджелесі; він помер наступного дня у віці 42 років. Президент Ліндон Джонсон оголосив національний день жалоби. 19 червня Етель надіслала Джонсону записку, в якій подякувала йому та його дружині, першій леді Бьорд Джонсон, за допомогу, яку вони надали їй та родині Кеннеді. Після вбивства чоловіка Етель публічно заявила, що ніколи більше не вийде заміж, бажаючи зосередитися на «продовженні його справи та спадщині». Деякий час її супроводжував на вечері, вечірки та в театр співак і друг сім'ї Енді Вільямс.

### Діти
Протягом 18 років шлюбу у пари народилося 11 дітей: Кетлін, Джозеф, Роберт-молодший, Девід, Кортні, Майкл, Керрі, Крістофер, Максвелл, Дуглас і Рорі, яка народилася після вбивства її батька. У 1995—2003 роках Кетлін обіймала посаду віцегубернатора штату Мериленд, Джозеф представляв 8-й округ Массачусетсу в Палаті представників США у 1987—1999 роках, а Роберт-молодший балотувався в президенти на президентських виборах у США 2024 року. Її онук, Джо Кеннеді III, також служив у Палаті представників США, представляючи 4-й виборчий округ Массачусетсу у 2013—2021 роках. Двоє синів, Девід і Майкл, померли: Девід помер від передозування наркотиків у 1984 році, а 1997 року загинув Майкл під час катання на лижах.

## Центр правосуддя та прав людини імені Роберта Ф. Кеннеді
1968 року заснувала Центр правосуддя та прав людини імені Роберта Ф. Кеннеді. У лютому 2001 року відвідала Родольфо Монтіеля й іншого селянина-активіста у в'язниці в Ігуалі-де-ла-Індепенденсія, вручивши Родольфо нагороду Чіко Мендеса від імені американської екологічної групи Клуб Сьєрра. У березні 2016 року була серед сотні людей, які маршували біля будинку голови Wendy's Нельсона Пельца в Палм-Біч, штат Флорида, щоб переконати компанію виплатити додатковий один цент за фунт помідорів, щоб збільшити заробітну плату польовим робітникам. Згідно з річним звітом Фонду за 2022 рік, дочка Кеннеді Керрі була президентом організації з прав людини Роберта Ф. Кеннеді.

## Пізніше життя і смерть

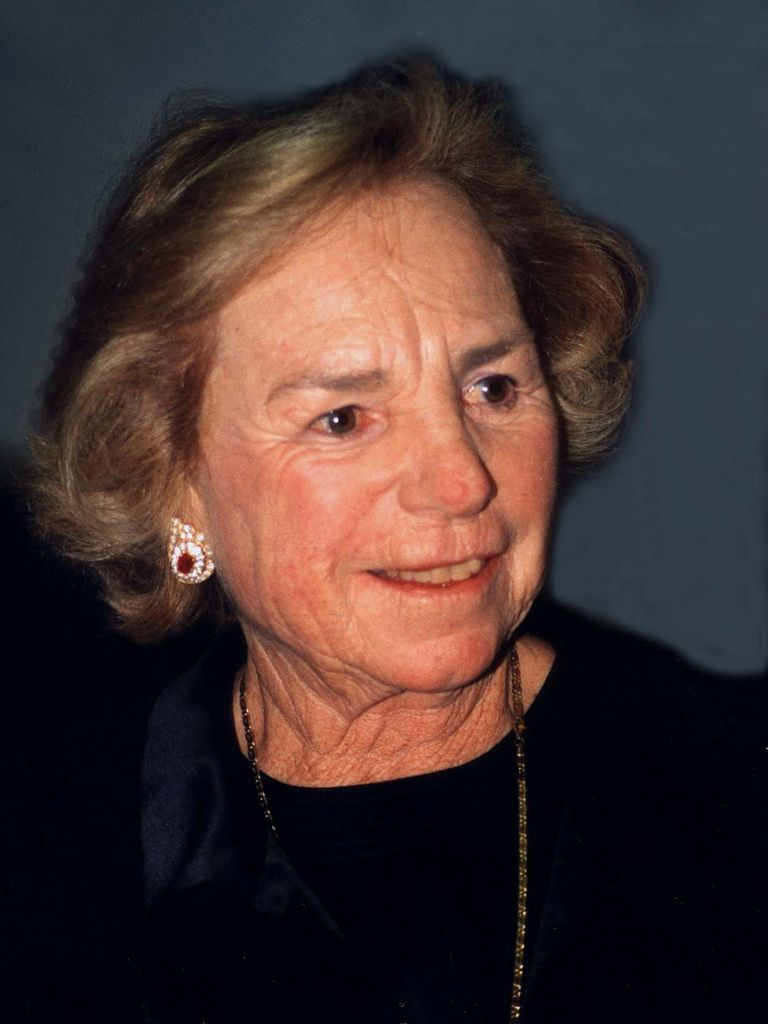
Кеннеді, 2000 рік

Наприкінці 1970-х років, повернулася до державної служби, зосередившись на різних соціальних справах, зокрема Проєкті відновлення Бедфорда Стайвесанта. 1992 року разом з сином Майклом знялася в епізодичній ролі в ситкомі NBC «Будьмо».
Під час президентських праймеріз Демократичної партії 2008 року підтримала Барака Обаму. Вона публічно підтримувала та проводила збори коштів для багатьох політиків, зокрема кандидата в губернатори Вірджинії Браяна Морана. У червні 2008 року організувала вечерю зі збору коштів для Обами на 6 мільйонів доларів. Обід з ціною 28 500 доларів очолив колишній кандидат у президенти від Демократичної партії та голова DNC Говард Дін.
2012 року знялася в документальному фільмі про своє життя, знятому її молодшою дитиною, дочкою Рорі. Документальний фільм «Етель» розповідає про її ранню участь в політиці, життя з Робертом Кеннеді та роки після його смерті, коли вона сама виховувала одинадцятьох дітей. Стрічка містить інтерв'ю з Етель та її дітьми, які перемежовуються сімейними відео й архівними фотографіями.
В останні роки проживала в комплексі Кеннеді в Массачусетсі та в Палм-Біч, Флорида. Померла в Бостоні 10 жовтня 2024 року у віці 96 років після ушпиталення через інсульт, який стався тиждень тому. Президент Джо Байден і колишні президенти Барак Обама і Білл Клінтон вшанували її пам'ять.

## Спадщина та нагороди
1981 року президент Рональд Рейган нагородив Кеннеді медаллю Роберта Ф. Кеннеді в Рожевому саду Білого дому. 2014 року міст через річку Анакостія у Вашингтоні, округ Колумбія, було перейменовано на її честь, на знак визнання її захисту навколишнього середовища та розв'язання соціальних питань в окрузі Колумбія. 2014 року президент Обама нагородив Президентською медаллю Свободи за її відданість у «просуванні справи соціальної справедливості, прав людини, захисту навколишнього середовища та зменшення бідності шляхом створення незліченних брижів надії вплинути на зміни в усьому світі».

## У масовій культурі
Еллен Паркер втілила її в мінісеріалі 1983 року «Кеннеді», дія якого відбувається у роки президентства Кеннеді. Марні Макфейл зображує Кеннеді в телефільмі RFK 2002 року. Крістін Бут зіграла її в мінісеріалі 2011 року «Кеннеді», дія якого розгортається під час президентства Кеннеді та його продовженні 2017 року «Кеннеді: Після Камелота».